# Deinanthe bifida
Deinanthe bifida là một loài thực vật có hoa trong họ Tú cầu. Loài này được Maxim. mô tả khoa học đầu tiên năm 1867.

## Hình ảnh

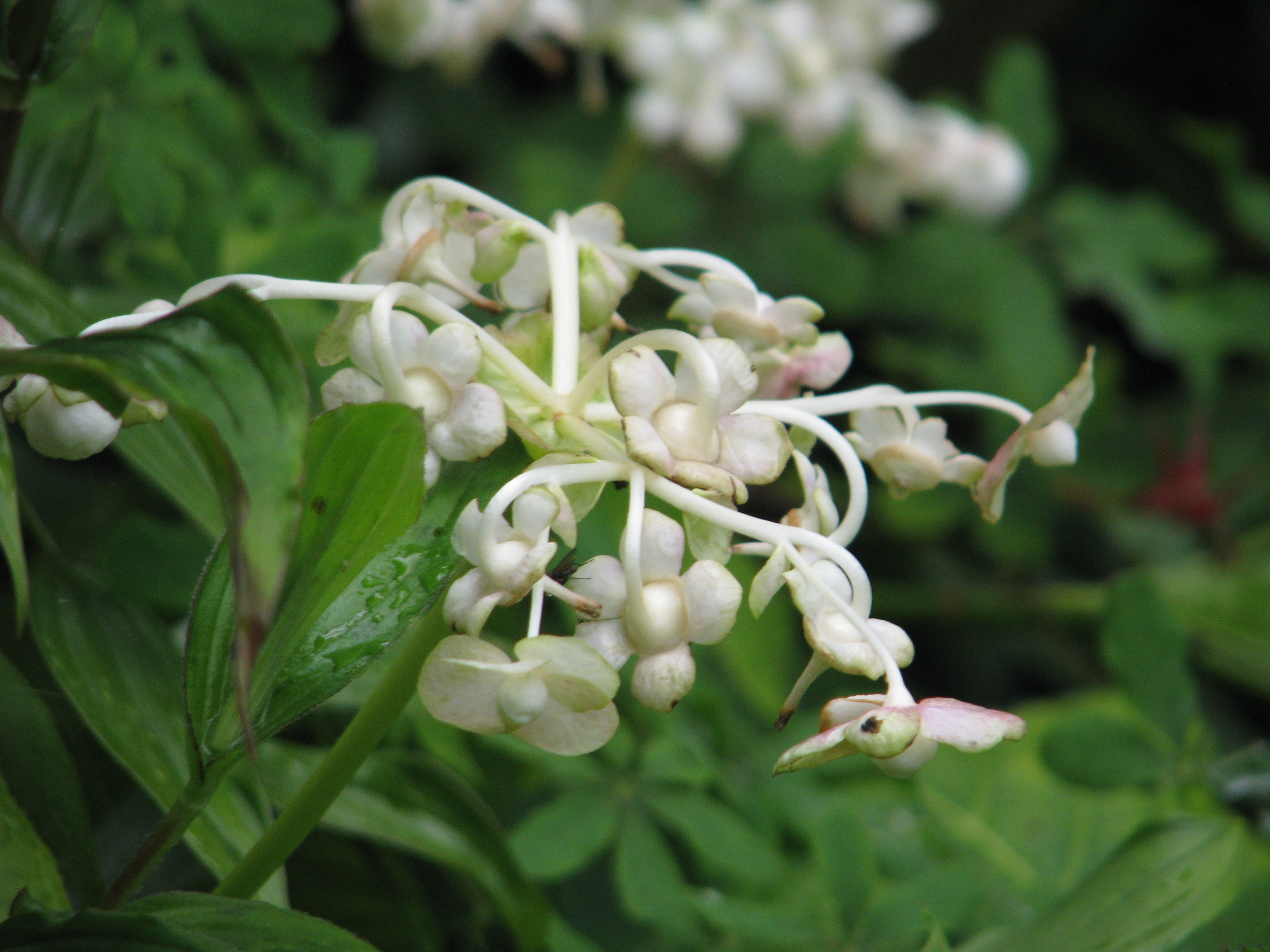